# Бергхолц
Бергхолц (фр. Bergholtz) насеље је и општина у источној Француској у региону Алзас, у департману Горња Рајна која припада префектури Гебвилер.
По подацима из 2011. године у општини је живело 1.072 становника, а густина насељености је износила 252,83 становника/km². Општина се простире на површини од 4,24 km². Налази се на средњој надморској висини од 240 метара (максималној 574 m, а минималној 222 m).

## Демографија
| 1962. | 1968. | 1975. | 1982. | 1990. | 1999. | 2011. |
| ----- | ----- | ----- | ----- | ----- | ----- | ----- |
| 543   | 567   | 526   | 834   | 920   | 1.008 | 1.072 |

График промене броја становника у току последњих година